# Pleternica
Pleternica (maďarsky Pleterniceszentmiklós) je město v Chorvatsku v Požežsko-slavonské župě. Město leží na řece Orljavě a nachází se asi 8 km jihovýchodně od Požegy. V roce 2011 žilo v Pleternici 3 418 obyvatel, v celé občině pak 11 323 obyvatel.
Celkem se v opčině nachází 38 sídel, z nichž největší je její středisko, město Pleternica.
- Ašikovci – 91 obyvatel
- Bilice – 188 obyvatel
- Blacko – 226 obyvatel
- Brđani – 49 obyvatel
- Bresnica – 218 obyvatel
- Brodski Drenovac – 689 obyvatel
- Bučje – 318 obyvatel
- Buk – 192 obyvatel
- Bzenica – 96 obyvatel
- Ćosinac – 54 obyvatel
- Frkljevci – 345 obyvatel
- Gradac – 937 obyvatel
- Kadanovci – 213 obyvatel
- Kalinić – 59 obyvatel
- Knežci – 61 obyvatel
- Komorica – 188 obyvatel
- Kuzmica – 454 obyvatel
- Lakušija – 78 obyvatel
- Mali Bilač – 21 obyvatel
- Mihaljevići – 2 obyvatelé
- Novoselci – 198 obyvatel
- Pleternica – 3 418 obyvatel
- Pleternički Mihaljevci – 15 obyvatel
- Poloje – 87 obyvatel
- Požeška Koprivnica – 246 obyvatel
- Ratkovica – 224 obyvatel
- Resnik – 307 obyvatel
- Sesvete – 128 obyvatel
- Srednje Selo – 285 obyvatel
- Sulkovci – 537 obyvatel
- Svilna – 139 obyvatel
- Trapari – 178 obyvatel
- Tulnik – 22 obyvatel
- Vesela – 159 obyvatel
- Viškovci – 234 obyvatel
- Vrčin Dol – 2 obyvatelé
- Zagrađe – 498 obyvatel
- Zarilac – 176 obyvatel